# Koelhuis
Een koelhuis of koelpakhuis is een pakhuis waarin goederen gekoeld worden bewaard. Een vrieshuis is een koelhuis waar goederen op een temperatuur beneden het vriespunt worden bewaard, bijvoorbeeld vlees uit slachthuizen gaat meestal naar een vrieshuis.
Daarentegen wordt fruit, zoals appels ook vaak in koelhuizen bewaard, maar op een hogere temperatuur.
Koelhuisboter of kerstboter is boter (roomboter) die jarenlang in koelhuizen is bewaard en daarom niet meer mag worden verkocht onder de benaming "roomboter".
Moderne koelhuizen zijn voorzien van koelcellen.

## Voormalige koelhuizen

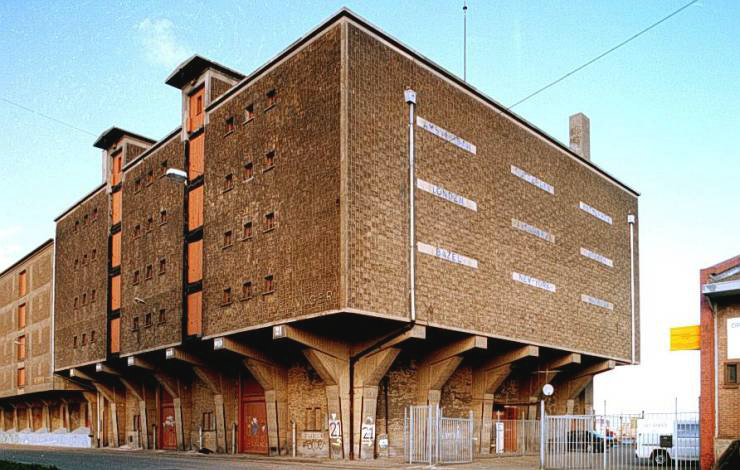
Pakhuis de Zwijger in Amsterdam-Oost
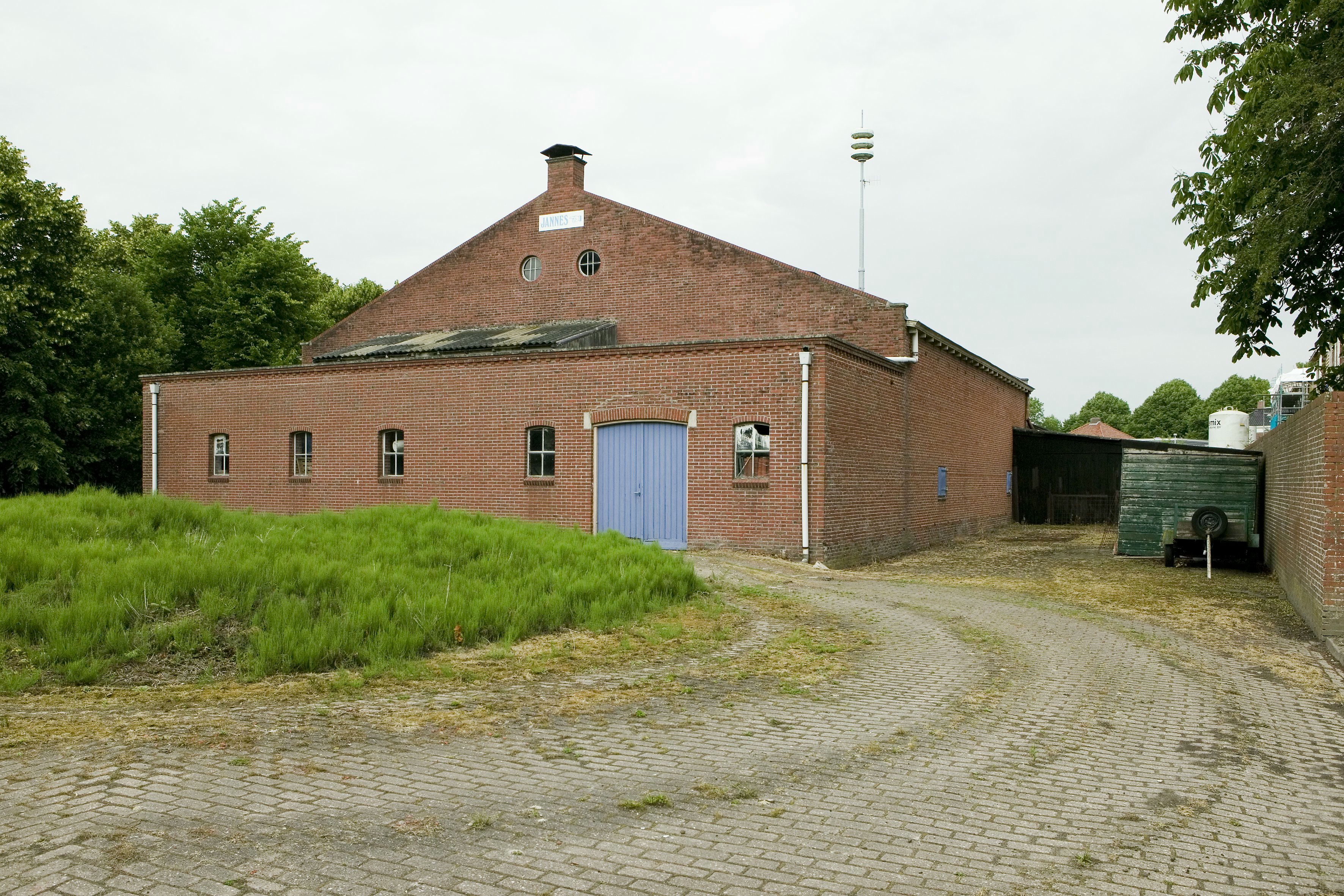
Koelhuis "Pomona", onderdeel van voormalig veilinggebouw in Loppersum
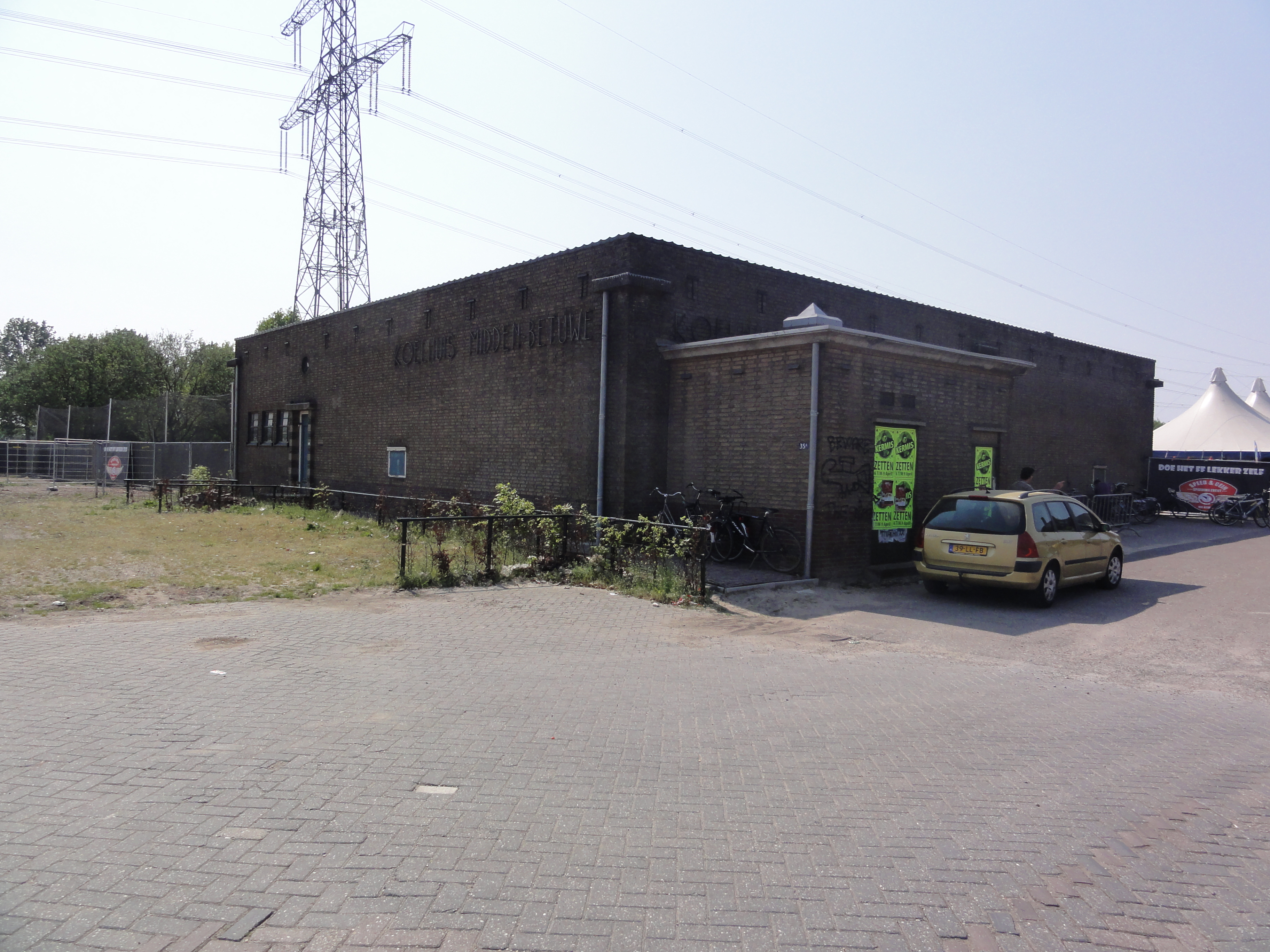
Koelhuis op het terrein van de voormalige Veiling Midden-Betuwe in Zetten/Andelst

In diverse plaatsen bevinden zich gebouwen, die vroeger een koelhuis bevatten en nu een andere functie hebben, maar nog steeds de naam dragen, zoals het Koelhuis in Huissen en Het Koelhuis in Zutphen (een industriële evenementenlocatie).